# 出囃子 (歌舞伎)
出囃子（でばやし）とは歌舞伎の舞台において、能で四拍子と呼ばれる楽器（大鼓、小鼓、笛〈能管〉、太鼓）が舞台に出て演奏することをいう。
これら四つの楽器は通常、下座音楽として下手の黒御簾の中で演奏されるが、長唄を使う所作事では長唄連中とともに舞台に出て演奏する。これを出囃子と呼ぶ。竹本、常磐津、清元といった浄瑠璃系の音曲を使う所作事では出囃子はふつう行われないが、三番叟物をそれらの音曲で上演する時や、『六歌仙容彩』の「喜撰」のように長唄との掛合いで演奏する時には出囃子になる場合がある。
なお出囃子のごく特殊な例としては、清元の『保名』で小鼓のみが舞台に出ることがある。